# 이우줄
이우줄(李雨茁, 1915년 9월 27일~1976년 1월 4일)은 대한민국의 정치인이다. 제3대 국회의원을 지냈다. 
대한민국 제4대 국회의원 선거에서 40.34%의 득표율로 1위를 차지했으나 이어진 재검표에서 임문석이 승리하면서 당선무효가 되었다.

## 역대 선거 결과
|  | 35.21% |

|  | 14.39% |

|  | 51.60% |

|  | 40.34% |